# Pavetta finlaysoniana
Pavetta finlaysoniana là một loài thực vật có hoa trong họ Thiến thảo. Loài này được Wall. ex Bremek. mô tả khoa học đầu tiên năm 1934.